# Semlaområdet
I Semla, vid Strömsholms kanal och Kolbäcksån, fanns tidigare flera små järnmalmsgruvor och ett järnbruk. Semla Bruk nämns första gången år 1580 och storhetstiden var under 1700-talet då där fanns tre härdar och två fallhammare. Järnbruket lades ned 1861 och tillverkningen flyttades till Fagersta Bruk men gruvverksamheten fortsatte fram till 1960-talet. Ruiner av hamrarna och slagg är det som återstår på platsen. Herrgården brann ned 1890. Vid ombyggnaden av Strömsholms kanal i mitten på 1800-talet revs hyttan för att ge plats åt de nya slussarna. Ortnamnet har troligen från början syftat på ett vattendrag i området kring bebyggelsen och innehåller ett fornsvenskt ord *simbl med betydelsen '’ställe där vatten sipprar fram, sankmark’. De äldsta kända skriftliga beläggen för namnet är Sømle 1461 och Symble 1496. Från orten har sannolikt den medeltida frälseätten Simla sitt ursprung.

## Verksamhet idag
Semla ingår i Ekomuseum Bergslagen och man kan bland annat beskåda två vattenkraftverk varav det äldsta öppnat 1910 och det senare 2017 (bilden). Strömholms kanal har här sina två högsta slussar. Uppströms kommer man till Smedjebacken utan slussar. Vid slussarna finns slussvaktarbostäder. Mellan kanalen och Kolbäcksån finns en ruin av en hammarsmedja och den äldsta vattenfåran för det ursprungliga vattenkraftverket. 

## Semla kraftstation
Semla kraftstation är ett vattenkraftverk i Kolbäcksån. Det nuvarande, Semla IV togs i drift år 2017.  Det första, Semla I byggdes 1897. Det ersattes med ett nytt, Semla II år 1902 och ersattes därefter 1910 med Semla III som var i drift i 106 år till år 2016. Semla IV drivs av Uniper, se Eon Sverige.
Det finns 11 vattenkraftverk i Kolbäcksån nedströms Semla. Endast den nedersta, Västerkvarns kraftstation är försedd med en vandringsväg för fisk (fisktrappa). Viss migrering av fisk förekommer vid slussning i kanalen vid Semla.

## Semla I
Semla I byggdes 1897 och revs för byggandet av Semla II. Semla I låg mellan Strömsholms kanal och Kolbäcksån längst ner mot Flogen (del av Kolbäcksån). Rester av byggnadsstrukturer finns kvar. Det lilla vattendraget mellan kanalen och ån ledde från dammen till Semla I.

## Semla II
Den nuvarande dammen byggdes 1902 för Semla II. Kraftverksbyggnaden byggdes ihop med dammvallens västra del, över det lilla vattendraget mellan kanalen och ån. Semla II togs ur drift 1910. Byggnaden revs 2015 när Semla IV skulle byggas.

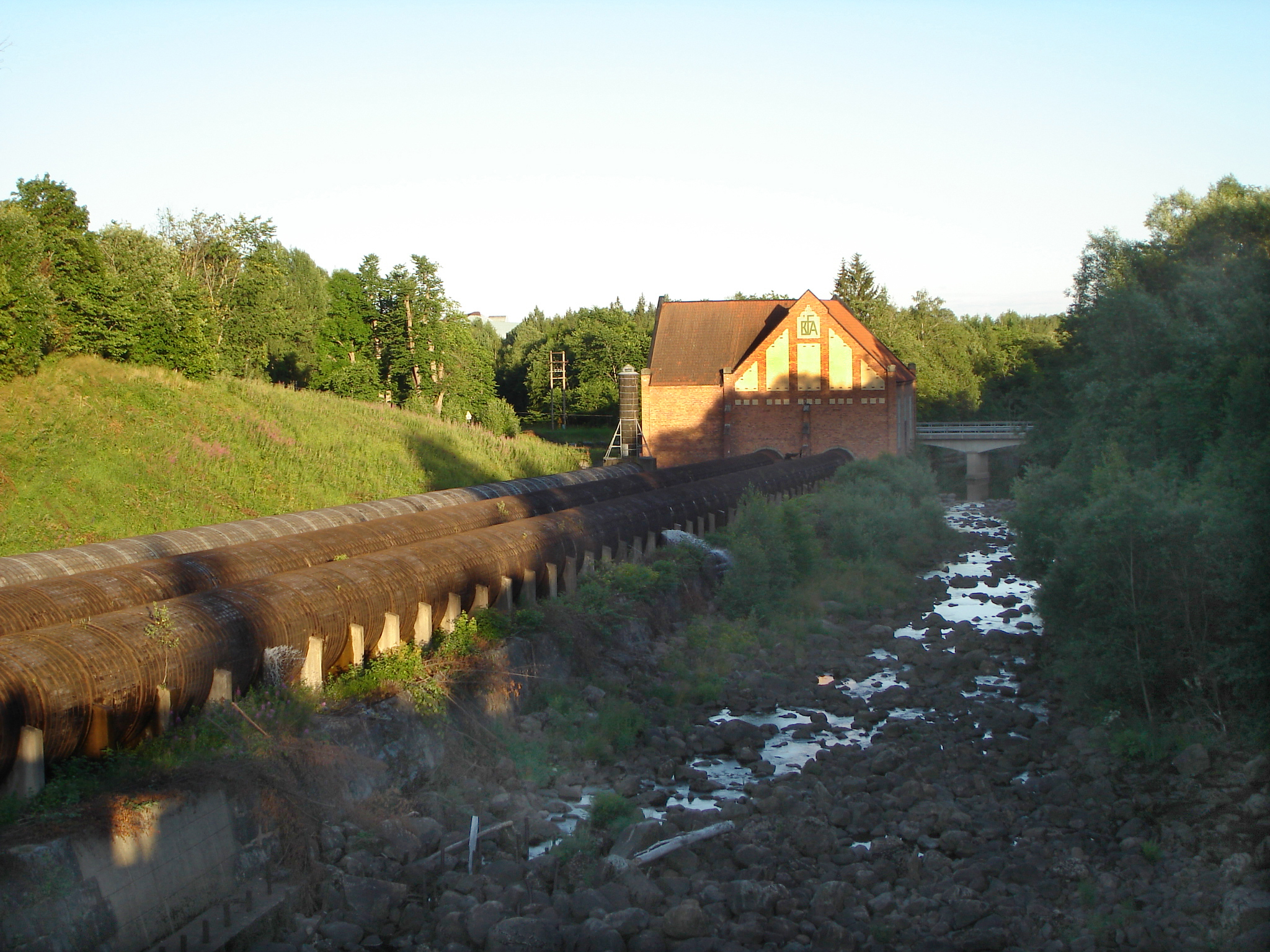
Semla III med de tre tuberna år 2007.

## Semla III
Semla III byggdes 1910 cirka 200 m nedströms dammvallen. Vatten leddes i två trätuber till två francisturbiner. Fallhöjden var 6,44 m och effekten var 854 kW för vardera turbinen. År 1988 installerades en tredje trätub, byggnaden utvidgades och ytterligare ett aggregat (denna gång kaplanturbin) installerades. Dämed genererade anläggningen effekten 2,8 MW med en produktion av 10,1 GWh/år. 

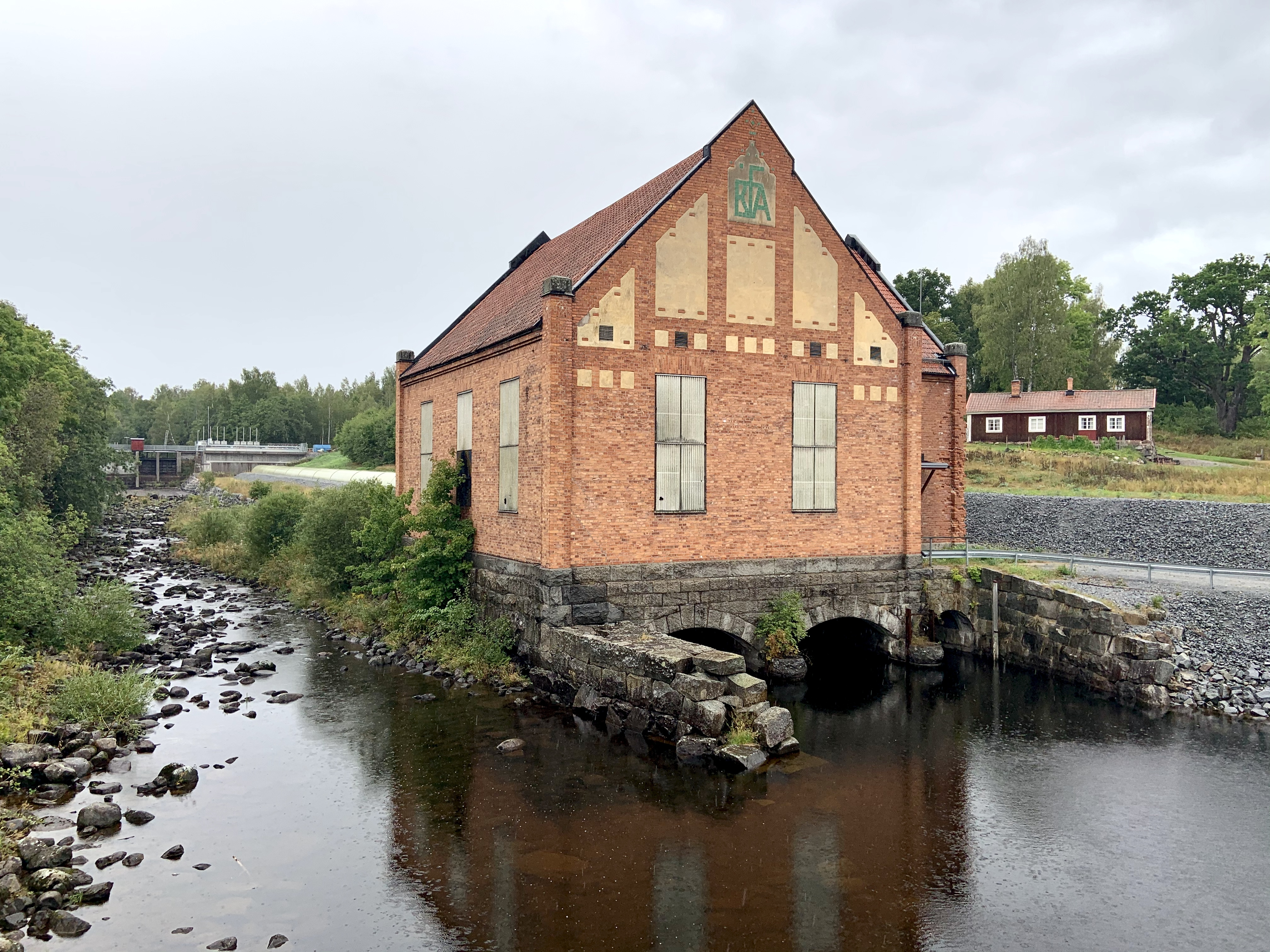
Semla III, 2020

Semla III togs ur drift år 2016.

## Semla IV
Semla IV byggdes  år 2017 och ersätter Semla III. Kraftverksbyggnaden ligger längre ner, närmare Flogen. De tre trätuberna ersattes med en 260 m lång glasfibertub som är 3,6 m i diameter. Vattnet leds genom en kaplanturbin. Effekten ökade från 2,8 till 3,5 MW. Semla IV drivs av Uniper (tidigare Eon).
Dammvallen sågs över, kraftverksbyggnaden Semla II revs och utbyggnaden från 1987 av Semla III revs, men det ursprungliga kraftverket Semla III med två aggregat är kvar.